# Myself (Changin' My Lifeの曲)
「Myself」（マイセルフ）Changin' My Lifeの3rdシングル。

## 概要
｢New Future｣はテレビ東京系アニメ『満月をさがして』の初代エンディング、挿入歌。また、作中で神山満月が｢フルムーン｣としてオーディションで歌った曲である。
｢Myself｣は満月をさがしての2代目エンディング。「満月をさがして」では、フルムーンのデビュー曲となっている。当初は第1話からエンディングとなる予定だったが、作中の設定に合わせて、「Myself」が書き下ろしの新曲として登場する第7話からの使用となった。mycoは｢失恋したからこの歌をかけた｣と語っている。

## 収録曲
1. Myself
  - 作詞：myco／作曲：田辺晋太郎／編曲：辺見鑑孝
  - テレビ東京アニメ満月をさがして第2期ED、挿入曲。
2. New Future
  - 作詞：myco／作曲：田辺晋太郎、辺見鑑孝／編曲：辺見鑑孝
  - テレビ東京アニメ満月をさがして第1期ED、挿入曲。
3. Myself(Original Karaoke)